# Critiques de la Réserve fédérale des États-Unis
Les critiques de la Réserve fédérale des États-Unis sont l'ensemble des points de vue négatifs exprimés au sujet de la Réserve fédérale des États-Unis, la banque centrale des États-Unis d'Amérique. 

## Efficacité et résultats
La Réserve fédérale a été critiquée pour ses manquements à ses objectifs que sont la stabilité des prix et la croissance.
Milton Friedman s'est montré critique envers la possibilité pour la Réserve fédérale de remplir correctement son rôle. Il a à ce titre proposé que la banque centrale soit remplacée par un programme informatique qui se porterait automatiquement acquéreur de titres financiers en réponse à des changements de l'offre de monnaie.

## Gestion de la masse monétaire
Dans son livre The Case Against the Fed, l'économiste Murray Rothbard critique la Fed sur la base de la création monétaire qu'elle a rendue possible. Selon lui, la Fed s'est permis la création de monnaie fiduciaire en quantité trop importante par rapport aux besoins de l'économie ; cette monnaie ne repose par conséquent sur aucune valeur réelle en contrepartie. Il qualifie ainsi la création monétaire de la Réserve fédérale « de la contrefaçon légalisée ».

## Gestion de la politique monétaire

### Grande dépression
Une des principales critiques portées à l'encontre de la Réserve fédérale est l'incapacité dont elle a fait preuve à mettre fin à la Grande Dépression qui frappe les États-Unis à partir de 1929. Cette critique a été proposée par Milton Friedman et Anna Schwartz dans leur livre Une histoire monétaire des États-Unis, 1867-1960, puis dans La Grande contraction.

### Crise financière de 2007-2008
Certains économistes ont soutenu que la Fed avait joué un rôle particulièrement nocif dans le déclenchement de la crise financière mondiale de 2007-2008. La responsabilité de la Fed dans la croissance de la bulle immobilière américaine des années 2000 est débattue. Selon eux, la Réserve fédérale, en souhaitant lutter contre la récession du début des années 2000, a maintenu des taux d'intérêt bas qui ont rendu la monnaie peu coûteuse et la spéculation facile.